# 638-й нічний бомбардувальний авіаційний полк (СРСР)
638-й Двинський Червонопрапорний нічний бомбардувальний авіаційний полк — авіаційний полк у складі ВПС СРСР в роки Другої світової війни.

## Бойовий шлях
638-й авіаційний полк нічних бомбардувальників був створений восени 1941 року. На озброєнні мав літаки По-2.
У червні 1942 року полк був введений до складу ВПС Брянського фронту.
З 18 квітня 1943 року до кінця війни входив до складу 284-ї нічної бомбардувальної авіаційної дивізії 15-ї повітряної армії на Брянському, 2-у Прибалтійському і Ленінградському фронтах.
Полк брав участь у Курській битві, Воронезько-Касторненській, Режицько-Двинській, Прибалтійській операціях. Закінчив війну в Прибалтиці, де брав участь у оточенні Курляндського угруповання ворога.
24 червня 1945 року 6 офіцерів полку у складі зведеного полку Ленінградського фронту взяли участь у параді Перемоги.

## Керівництво полку
- Командир полку:
  - Гольцев Микола Степанович, майор, підполковник (з серпня 1941 по вересень 1943 року);
  - Штовба Карпо Васильович, майор, підполковник (з вересня 1943 до кінця війни).
- Заступник командира з льотної частини:
  - Штовба Карпо Васильович, капітан, майор (до вересня 1943 року).
- Начальник штабу полку:
  - Какацій Олексій Никифорович, майор, підполковник (з листопада 1942 до кінця війни).

## Нагороди і почесні звання
- Двинський — Наказ ВГК СРСР № 0253 від 09.08.1944 року — за відзнаку в боях за визволення Даугавпілса (Двинська)[1].
- — Указ Президії Верховної Ради СРСР — за участь у визволенні Прибалтики.